# Wolfgang Beltracchi

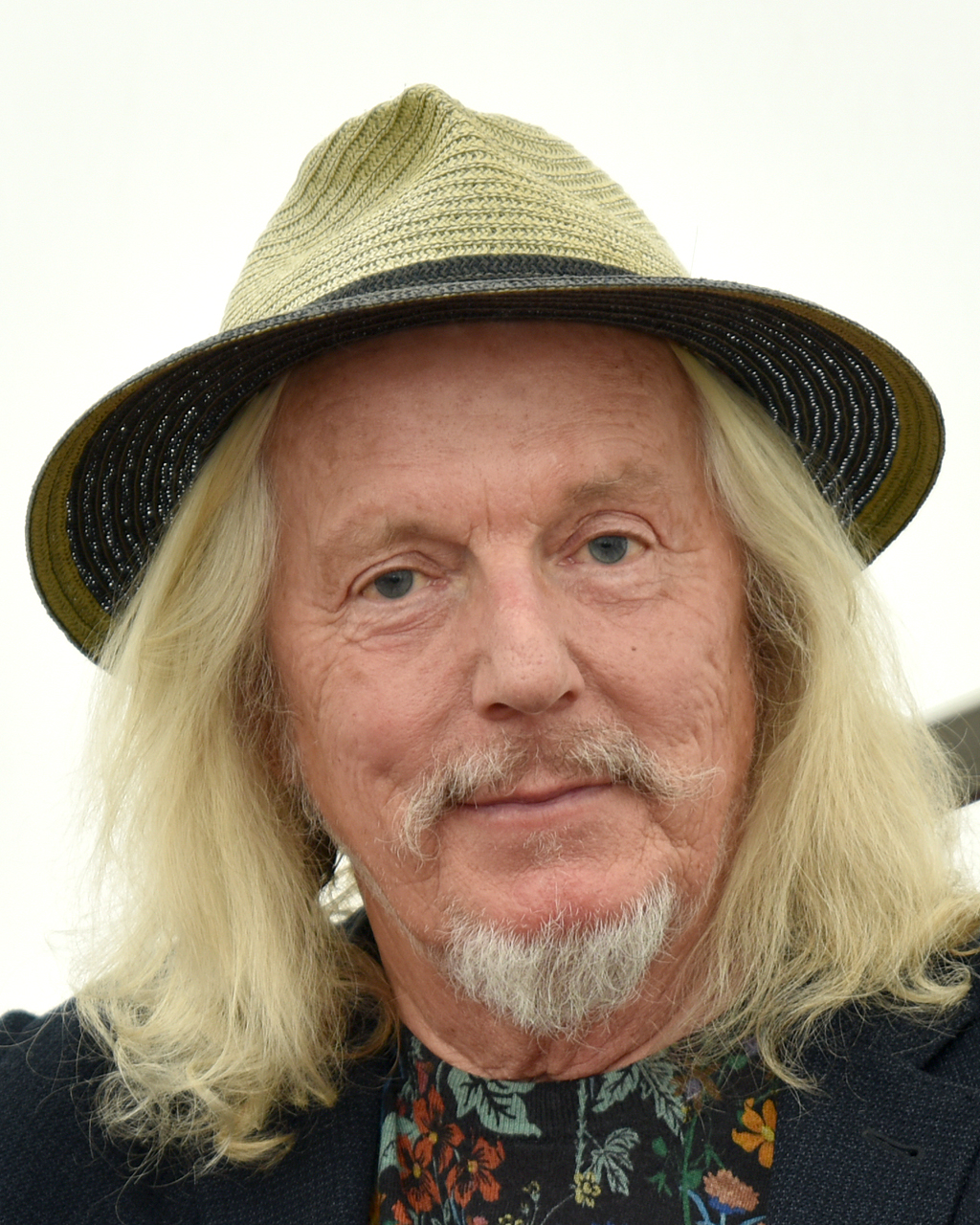
Wolfgang Beltracchi (2024)

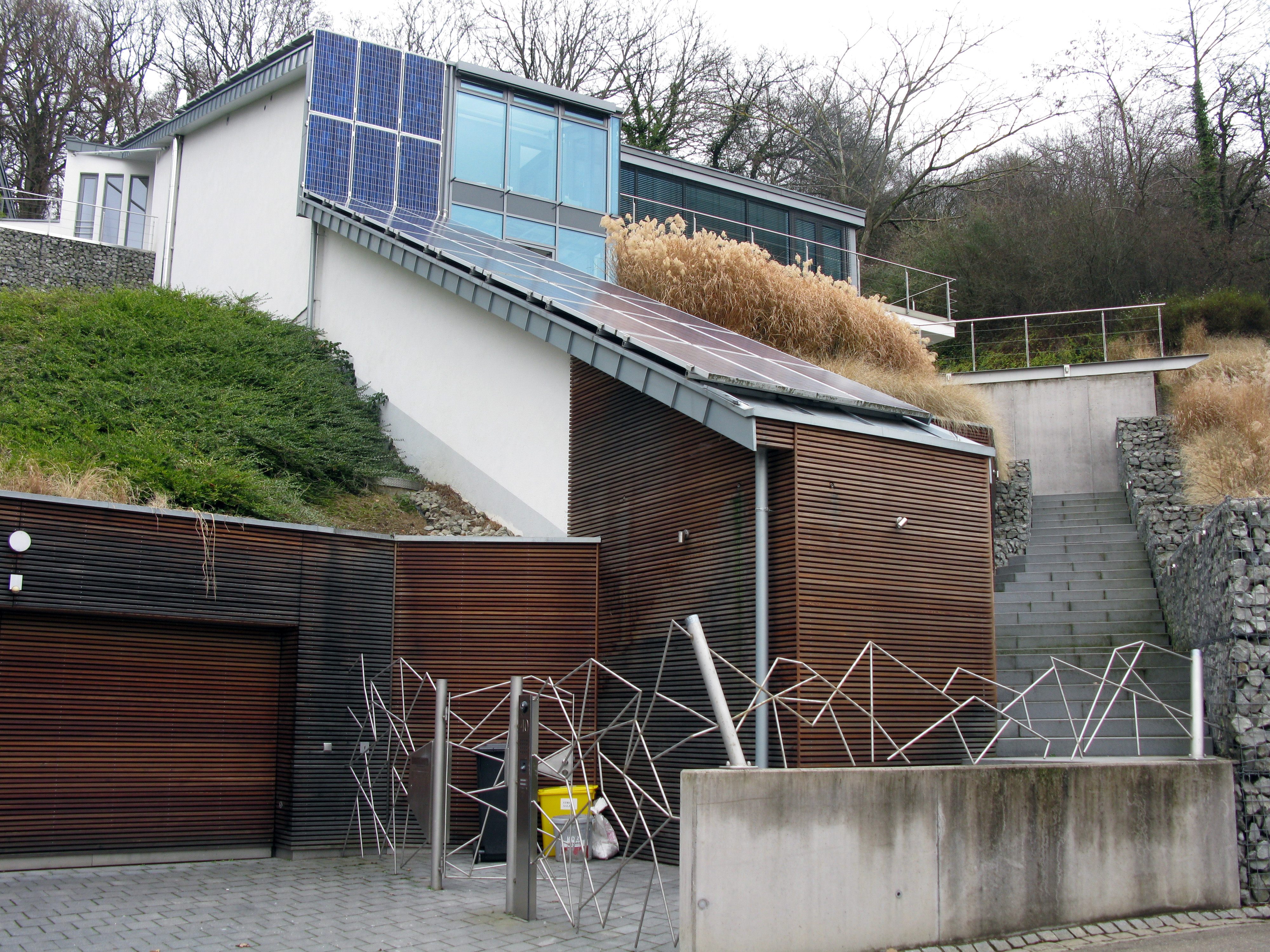
Su casa en Friburgo-Herdern

Wolfgang Beltracchi (nacido el 4 de febrero de 1951 en Höxter como Wolfgang Fischer) es un pintor alemán y falsificador de obras de arte. El 27 de octubre de 2011 fue condenado en uno de los mayores procesos de falsificación de arte en Alemania desde el fin de la Segunda Guerra Mundial a seis años de prisión debido a fraude profesional organizado. Los investigadores suponen que las ganancias fraudulentas se remontan en total a un importe de 20 a 50 millones de euros. Durante años produjo y vendió pinturas en el estilo de, entre otros, Max Ernst, Heinrich Campendonk y Max Pechstein.  Después de un juicio de 40 días que terminó en "culpable" para Beltracchi, fue condenado a seis años en una prisión alemana.

El 17 de enero de 2014 publicó su autobiografía que incluye la temporada que pasó en Friburgo de Brisgovia donde en 2005 compró una casa lujosa en la ladera del Roßkopf en el barrio Herdern y la hizo remodelar. Delante de su casa en Herdern, al salir para cenar, él y su esposa Helene fueron detenidos por la policía el 27 de agosto de 2010 a las 19.35.

## Autobiografía
- Helene Beltracchi, Wolfgang Beltracchi: Selbstporträt, editorial Rowohlt 2014, 608 páginas, ISBN 978-3-498-06063-3

## Enlaces
- Vanity Fair: ¿The Greatest Fake-Art Scam in History?
- El Mundo del 23/12/2010: Un falsificador de los de antes
- El País del 13/11/2011: La mejor colección de arte (falso) moderno de Europa
- DW: El gran camelo - Cómo enriquecerse con el arte
- Beltracchi Originals

- Datos: Q98085
- Multimedia: Wolfgang Beltracchi / Q98085